# Pterioida
A Pterioida a kagylók osztályába tartozó egyik rend.

## Rendszerezés
A rendbe az alábbi családok tartoznak:
- Isognomonidae
- Malleidae
- Pinnidae
- Pteriidae
- Pulvinitidae